# Tubularia
Tubularia è un genere di Idrozoi.